# Kettős formátum

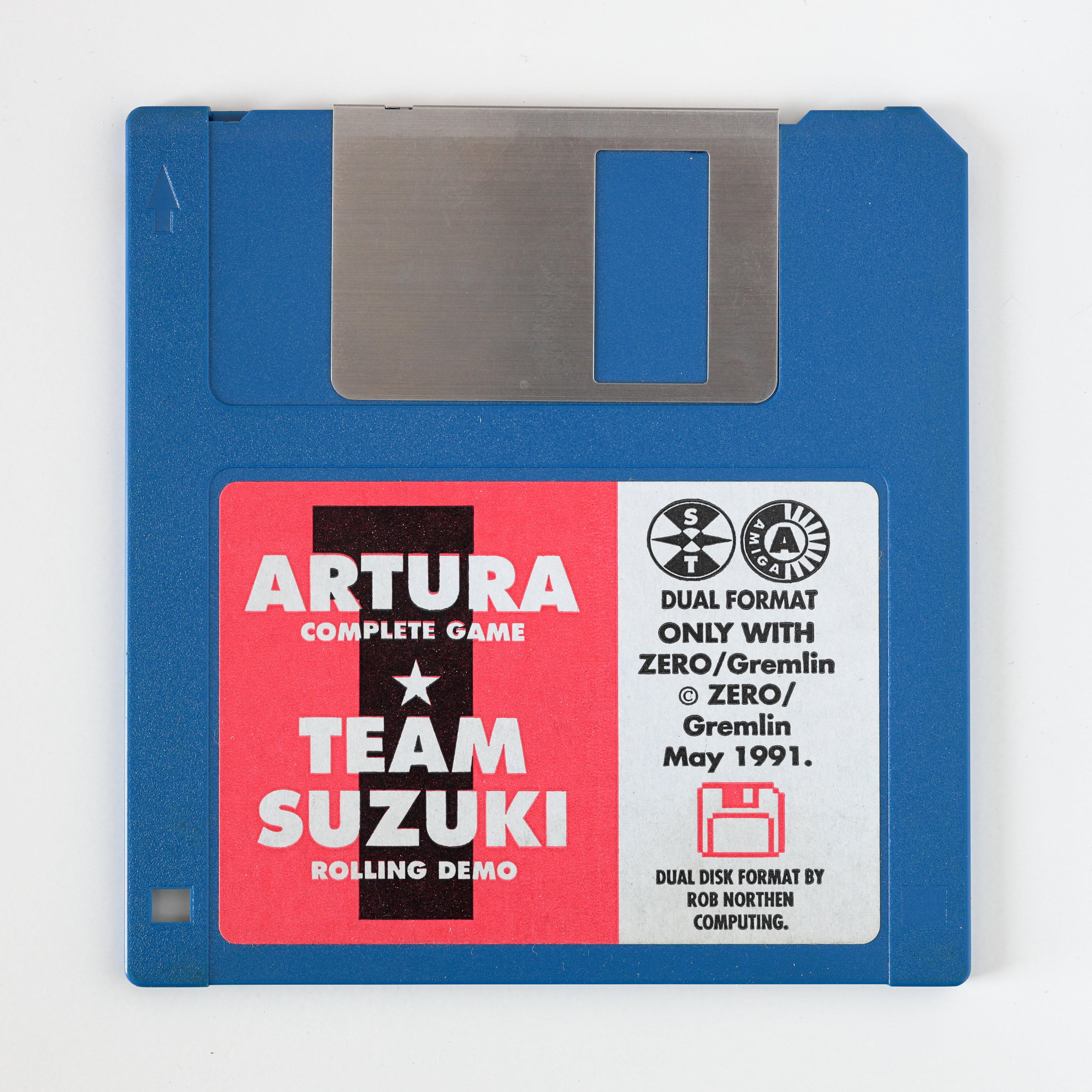
kettős formátumú játékdemó lemez

A kettős formátum vagy duális formátum egy hajlékonylemezes adattárolási technika, mely lehetővé teszi, hogy két különböző adattárolási formátumot igénylő rendszer egyazon lemezre kerülhessen rögzítésre.
Az 1980-as évek végén használták a fogalmat olyan floppy lemezekre, melyeket mind Amiga, mind pedig Atari ST számítógépeken lehetett bootolni. A lemez első sávja (track) úgy lett kialakítva, hogy egyszerre tartalmaz Amiga és Atari ST bootszektort, így mindkét platform operációs rendszere úgy tekinti, mintha a számára megfelelő formátumú lenne. Néhány kereskedelmi játékszoftver is alkalmazta a technikát, de főként magazin lemezmellékletek kerültek kiadásra ilyen formátumban. Ebben élen járt az ST/Amiga Format magazin. Amiga és PC-re kettős formátumban kiadott játékok is léteztek, vagy akár "hármas formátumú" lemezek, melyek ugyanannak a játéknak az Amiga, Atari ST és PC-s változatát is tartalmazták. A technológiát a Rob Northen Computing fejlesztette ki.

## Példák
1. Action Fighter (Amiga/PC kettős formátumú lemez)
2. Lethal Xcess - Wings of Death II (Amiga/Atari ST kettős formátumú lemez)
3. Monster Business (Amiga/Atari ST kettős formátumú lemez)
4. Populous: The Promised Lands (Amiga/Atari ST kettős formátumú lemez)
5. Rick Dangerous (Amiga/PC kettős formátumú lemez)
6. Rick Dangerous 2 (Amiga/PC kettős formátumú lemez)
7. Stone Age (Amiga/Atari ST kettős formátumú lemez)
8. Street Fighter (Amiga/PC kettős formátumú lemez)
9. StarGlider 2 (Amiga/Atari ST kettős formátumú lemez)
10. 3D Pool (Amiga/Atari ST/PC hármas formátumú lemez)
11. Stunt Car Racer (Amiga/PC kettős formátumú lemez)
12. Bionic Commando (Amiga/PC kettős formátumú lemez)
13. Carrier Command (Amiga/PC kettős formátumú lemez)
14. Blasteroids (Amiga/PC kettős formátumú lemez)
15. E-Motion (Amiga/PC kettős formátumú lemez)
16. Indiana Jones and the Last Crusade Action (Amiga/PC kettős formátumú lemez)
17. Out Run (Amiga/PC kettős formátumú lemez)
18. World Class Leader Board (Amiga/PC kettős formátumú lemez)
19. International Soccer Challenge (Amiga/PC kettős formátumú lemez)
20. MicroProse Soccer (Amiga/PC kettős formátumú lemez)